# Slemenice
Slemenice is een plaats in de gemeente Čakovec in de Kroatische provincie Međimurje. De plaats telt 218 inwoners (2001).